# Touché Amoré
Touché Amoré — американская пост-хардкор-группа из Бербанка, сформировавшаяся в 2007 году. Группа выпустила пять студийных альбомов (считая Dead Horse X, перезапись дебютного альбома ...To the Beat of a Dead Horse) и ряд мини-альбомов.
Rock Sound отмечает, что на Touché Amoré оказали влияние такие группы, как Converge, Raein, La Quiete и Pg.99. Touché Amoré входит в объединение пост-хардкорных групп «Волна» (англ. The Wave), куда входят такие группы, как Defeater, La Dispute, Make Do and Mend и Pianos Become the Teeth. Также группа является одной из немногих современных групп, возрождающих жанр скримо.

## История

### Формирование и дебютный альбом (2007—2009)
Своё первое демо группа записала на лейбле No Sleep Records и выпустила 15 сентября 2008 года на 7" виниловой пластинке. Полноценный дебютный альбом группа записывала в январе 2009 года на Earth Capital studios и выпустила 4 августа 2009 года на лейбле 6131. Альбом стал доступным для покупки только в качестве LP или цифрового варианта. Альбом получил множество положительных отзывов от критиков, а также вошёл в несколько списков лучших альбомов 2009 года.

### Parting the Sea Between Brightness and Me(2010—2012)
Второй альбом под названием Parting the Sea Between Brightness and Me Touché Amoré выпустили на инди-лейбле Deathwish Inc. 7 июня 2011 года. Группа работала с американским продюсером и звукоинженером Эдом Роузом. Альбом получил положительные отзывы от нескольких обозревателей, так, Rock Sound ставит альбом на шестое место среди лучших альбомов 2011 года. Группа отправилась в тур в поддержку альбома вместе с такими группами, как La Dispute и Death Is Not Glamourous. Тур продолжался с 27 июля по 12 августа и закончился выступлениями La Dispute и Touché Amoré на британском фестивале Hevy Music Festival и бельгийском фестивале Ieperfest.

### Stage Four(2016—2018)
16 сентября 2016 года Touché Amoré выпускают свой четвёртый студийный альбом и дебютный альбом на лейбле Epitaph Records Stage Four. Название альбома — игра слов: с одной стороны, одно отсылает к тому, что альбом является четвёртым в дискографии группы, с другой — к названию терминальной стадии рака, соответственно отсылая к смерти матери вокалиста группы Джереми Болма в 2014 году. В преддверии альбома в июне 2016 года трек «Palm Dreams» стал доступным для онлайн-прослушивания.
После выпуска сингла «Palm Dreams» и альбома Touché Amoré отправились в тур. Они выступали совместно с такими группами, как Tiny Moving Parts и Thursday, которых Touché Amoré разогревали на фестивале Wrecking Ball, а также выступили на фестивалях Sound on Sound Fest и Westward Music Festival и приняли участие в американском туре совместно с группами Thursday и Basement.
19 апреля 2018 года Touché Amoré выпускают новый сингл под названием «Green». 13 сентября того же года группа объявляет о подготовке к выпуску концертного альбома 10 Years / 1000 Shows: Live at The Regent Theater, записанного 16 февраля 2018 года во время концерта в Regent Theater (Лос-Анджелес), который стал тысячным выступлением группы за её десять лет существования. Альбом вышел 2 ноября.

### Dead Horse X(2019—н.в.)
В 2019 году, в честь десятилетия дебютного альбома группы, Touché Amoré перезаписали …To the Beat of a Dead Horse и выпустили его 9 августа того же года под названием Dead Horse X. Расширенная версия, изданная тиражом 1500 копий, содержит книгу с биографией группы вплоть до второго альбома. Предисловие к ней написал фронтмен Thurday Джефф Рикли.

## Состав
| - Джереми Болм — вокал (2007—н. в.) - Тайлер Кирби — бас-гитара (2010—н. в.) - Ник Стейнхардт — бас-гитара (2007—2010), гитара (2010—н. в.) - Клейтон Стивенс — гитара (2007—н. в.) - Эллиот Бабин — ударные (2009—н. в.) | - Тайсон Уайт — гитара (2007—2010) - Джереми Супник — ударные (2007—2009) |

## Дискография

### Студийные альбомы
| Год                                       | Альбом                                                                                         | Высшая позиция | Высшая позиция | Высшая позиция | Высшая позиция | Высшая позиция | Высшая позиция | Высшая позиция | Высшая позиция | Высшая позиция |
| Год                                       | Альбом                                                                                         | Billboard 200  | Alt. Albums    | Hard Rock      | Heat.          | Ind. Albums    | Rock Albums    | Vinyl Albums   |                |                |
| ----------------------------------------- | ---------------------------------------------------------------------------------------------- | -------------- | -------------- | -------------- | -------------- | -------------- | -------------- | -------------- | -------------- | -------------- |
| 2009                                      | ...To the Beat of a Dead Horse Детали - Выход: 4 августа - Лейбл: 6131                         | —              | —              | —              | —              | —              | —              | —              |                |                |
| 2011                                      | Parting the Sea Between Brightness and Me Детали - Выход: 7 июня - Лейбл: Deathwish Inc.       | —              | —              | —              | 16             | —              | —              | 2              |                |                |
| 2013                                      | Is Survived By Детали - Выход: 24 сентября - Лейбл: Deathwish Inc.                             | 85             | 19             | 7              | —              | 16             | 28             | 1              |                |                |
| 2016                                      | Stage Four Детали - Выход: 16 сентября - Лейбл: Deathwish Inc.                                 | 168            | 16             | 6              | —              | 18             | 21             | 3              |                |                |
| 2019                                      | Dead Horse X Детали - Выход: 8 августа - Примечание: перезапись ...To the Beat of a Dead Horse | —              | —              | —              | —              | —              | —              | —              |                |                |
| «—» означает, что альбом не попал в чарт. |                                                                                                |                |                |                |                |                |                |                |                |                |

### Мини-альбомы
| Год  | Альбом                                                                                             |
| ---- | -------------------------------------------------------------------------------------------------- |
| 2008 | Touché Amoré (демо) Детали - Лейбл: No Sleep Records                                               |
| 2010 | Searching for a Pulse/The Worth of the World (сплит с La Dispute) Детали - Лейбл: No Sleep Records |
| 2010 | Touché Amoré / Make Do and Mend (сплит с Make Do and Mend) Детали - Лейблы: 6131, Panic Records    |
| 2012 | Touché Amoré / The Casket Lottery (сплит с The Casket Lottery) Детали - Лейбл: No Sleep Records    |
| 2013 | Gravity, Metaphorically / Hiding (сплит с Pianos Become the Teeth) Детали - Лейбл: Deathwish Inc.  |
| 2013 | Crescent-Shaped Depression / Faceghost (сплит с Title Fight) Детали - Лейбл: Sea Legs Records      |
| 2015 | Self Love (сплит с Self Defense Family) Детали - Лейбл: Condolences, Deathwish Inc.                |
| 2015 | Condolences/Available Flexi Детали - Лейбл: —                                                      |

### Концертные альбомы
| Год  | Альбом                                                                            |
| ---- | --------------------------------------------------------------------------------- |
| 2011 | Live At WERS Детали - Лейблы: Condolences, Deathwish Inc.                         |
| 2012 | Live On BBC Radio 1 Детали - Лейбл: Deathwish Inc.                                |
| 2014 | Live on BBC Radio 1: Vol 2 Детали - Лейбл: Deathwish Inc.                         |
| 2017 | Live on BBC Radio 1: Vol 3 Детали - Лейбл: Epitaph Records                        |
| 2018 | 10 Years / 1000 Shows: Live at The Regent Theater Детали - Лейбл: Epitaph Records |